# Goldene Kamera 1987
Die Verleihung der Goldenen Kamera 1987 fand am 18. Februar 1988 im Verlagshaus der Axel Springer SE in Berlin statt. Es war die 23. Verleihung dieser Auszeichnung. Das Publikum wurde durch Peter Tamm, den Vorstandsvorsitzenden des Axel-Springer-Verlages, begrüßt. Die Verleihung der Preise sowie die Moderation übernahmen Carolin Reiber und Wilhelm Wieben. An der Veranstaltung nahmen etwa 600 Gäste teil. Die Verleihung wurde am 21. Februar 1988 im Fernsehen übertragen. Die Leser wählten in den Kategorien Beste Comedy und Bester Moderator im Privatfernsehen ihre Favoriten.

## Preisträger

### Schauspieler
- Patrick Bach – Anna
- Günter Pfitzmann – Praxis Bülowbogen

### Schauspielerin
- Giuliana De Sio – Allein gegen die Mafia
- Christiane Hörbiger – Das andere Leben
- Witta Pohl – Diese Drombuschs
- Silvia Seidel – Anna

### Beste Comedy
- Reiner Kohler (Mary & Gordy) – Travestiekünstler (1. Platz der Hörzu-Leserwahl)
- Georg Preuße (Mary & Gordy) – Travestiekünstler (1. Platz der Hörzu-Leserwahl)
- Iris Berben – Sketchup (2. Platz der Hörzu-Leserwahl)
- Diether Krebs – Sketchup (2. Platz der Hörzu-Leserwahl)
- Evelyn Hamann – Evelyn und die Männer (3. Platz der Hörzu-Leserwahl)
- Jürgen von der Lippe – Donnerlippchen – Spiele ohne Gewähr und So isses (3. Platz der Hörzu-Leserwahl)

### Beste Moderation
- Hanns Joachim Friedrichs – Tagesthemen

### Bester Moderator im Privatfernsehen
- Andrea Scherell (1. Platz der Hörzu-Leserwahl)
- Rainer Holbe – Unglaubliche Geschichten (2. Platz der Hörzu-Leserwahl)
- Armin Halle (3. Platz der Hörzu-Leserwahl)

### Bester Musiker
- Udo Jürgens – Heute abend in Beijing

### Beste Regie
- Hermann Leitner – Weihnacht in Europa

### Bergsteiger und Filmemacher
- Edmund Hillary

### Lebenswerk
- Kirk Douglas

### Menschliche und politische Zeichensetzung
- Chaim Herzog (Israels Staatspräsident; Goldene Kamera erhalten während eines vorangegangenen Deutschlandbesuches)

## Weblink
- Goldene Kamera 1988 – 23. Verleihung